# Winnie
Winnie és una concentració de població designada pel cens dels Estats Units a l'estat de Texas. Segons el cens del 2000 tenia 2.914 habitants.

## Demografia
Segons el cens del 2000, Winnie tenia 2.914 habitants, 1.039 habitatges, i 735 famílies. La densitat de població era de 282,7 habitants per km².
Dels 1.039 habitatges en un 36% hi vivien nens de menys de 18 anys, en un 55,1% hi vivien parelles casades, en un 10,9% dones solteres, i en un 29,2% no eren unitats familiars. En el 24,6% dels habitatges hi vivien persones soles el 10,7% de les quals corresponia a persones de 65 anys o més que vivien soles. El nombre mitjà de persones vivint en cada habitatge era de 2,64 i el nombre mitjà de persones que vivien en cada família era de 3,16.
Per edats la població es repartia de la següent manera: un 27,4% tenia menys de 18 anys, un 8,8% entre 18 i 24, un 28,8% entre 25 i 44, un 20,9% de 45 a 60 i un 14,2% 65 anys o més.
L'edat mediana era de 36 anys. Per cada 100 dones de 18 o més anys hi havia 99,2 homes.
La renda mediana per habitatge era de 31.314 $ i la renda mediana per família de 33.816 $. Els homes tenien una renda mediana de 31.083 $ mentre que les dones 17.708 $. La renda per capita de la població era de 13.779 $. Aproximadament el 10,7% de les famílies i el 14,3% de la població estaven per davall del llindar de pobresa.

## Poblacions més properes
El següent diagrama mostra les poblacions més properes.